# Файт, Эдуард

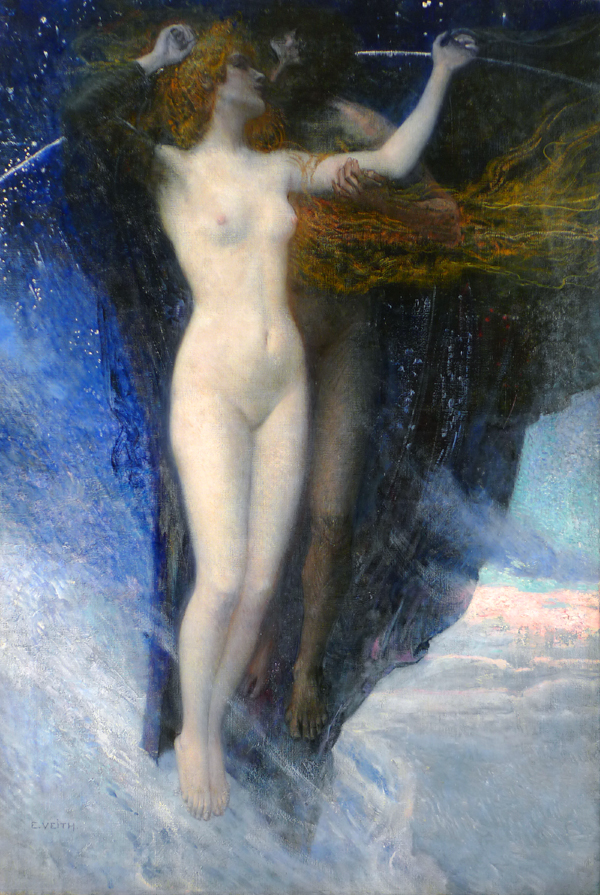
Искатель

Эдуард Файт  (нем. Eduard Veith; 30 марта 1858 года, Нови-Йичин, Моравия — 18 марта 1925 года, Вена) — австрийский художник-символист.
Родился в семье художника-декоратора Юлиуса Файта (1820—1887) и Сусанны, урождённой Шлиф (1827—1883). Учился живописи у Фердинанда Лауфбергера, затем завершил образование в Париже. Совершил ознакомительные поездки в Италию, Бельгию и Тунис.
С 1890 Файт стал членом венского Кунстлерхауса, позднее преподавал в школе декоративно-прикладных искусств австрийского музея искусства и промышленности и в 1920 году получил звание ординарного профессора.
В 1911 году женился на Берте Грисбек (1872—1952).
Скончался в 1925 году. Похоронен на венском Дёблингском кладбище (участок 32, ряд 1, № 11), надгробие выполнено скульптором Георгом Лейсеком.

## Галерея

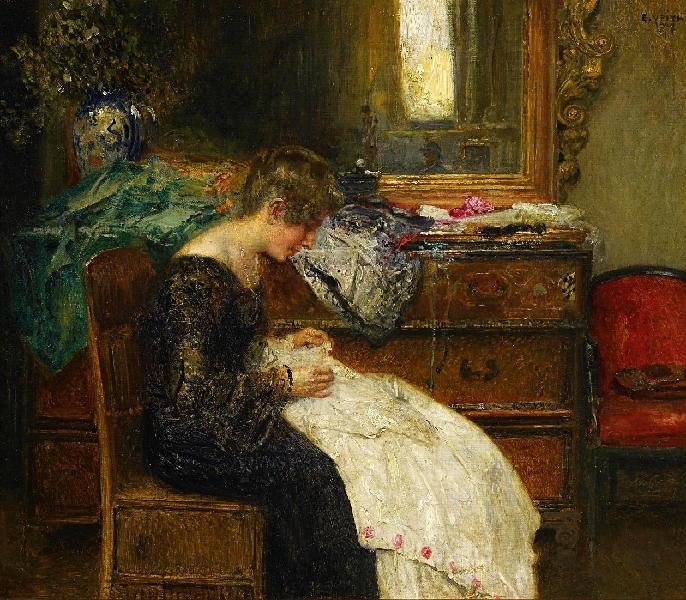
Рукоделие
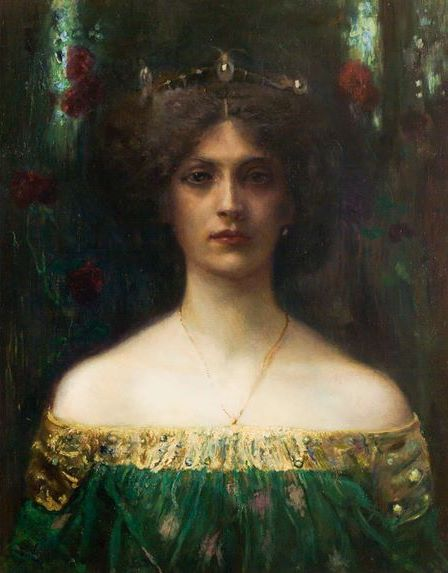
Принцесса
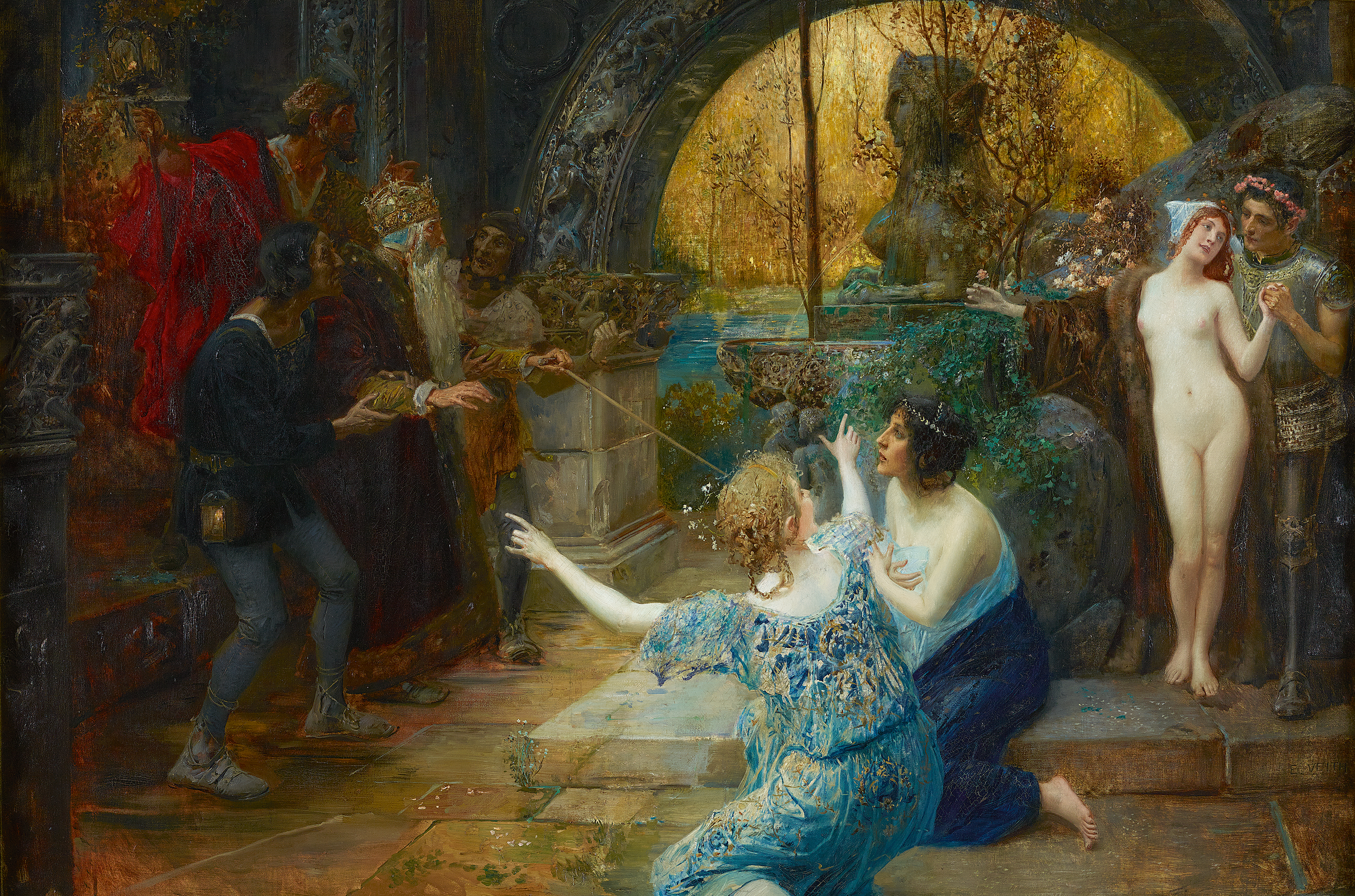
Фонтан молодости
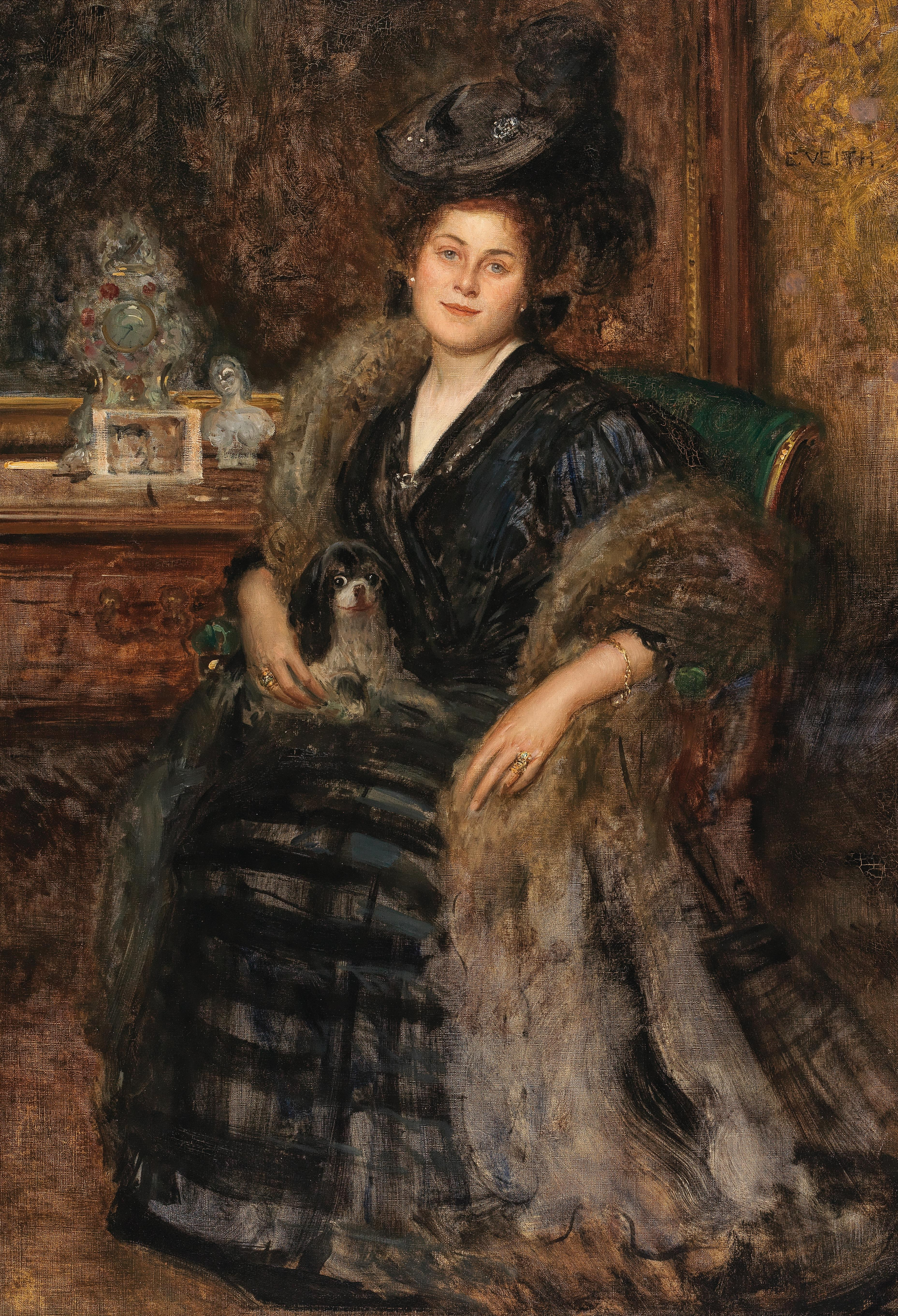
Портрет жены
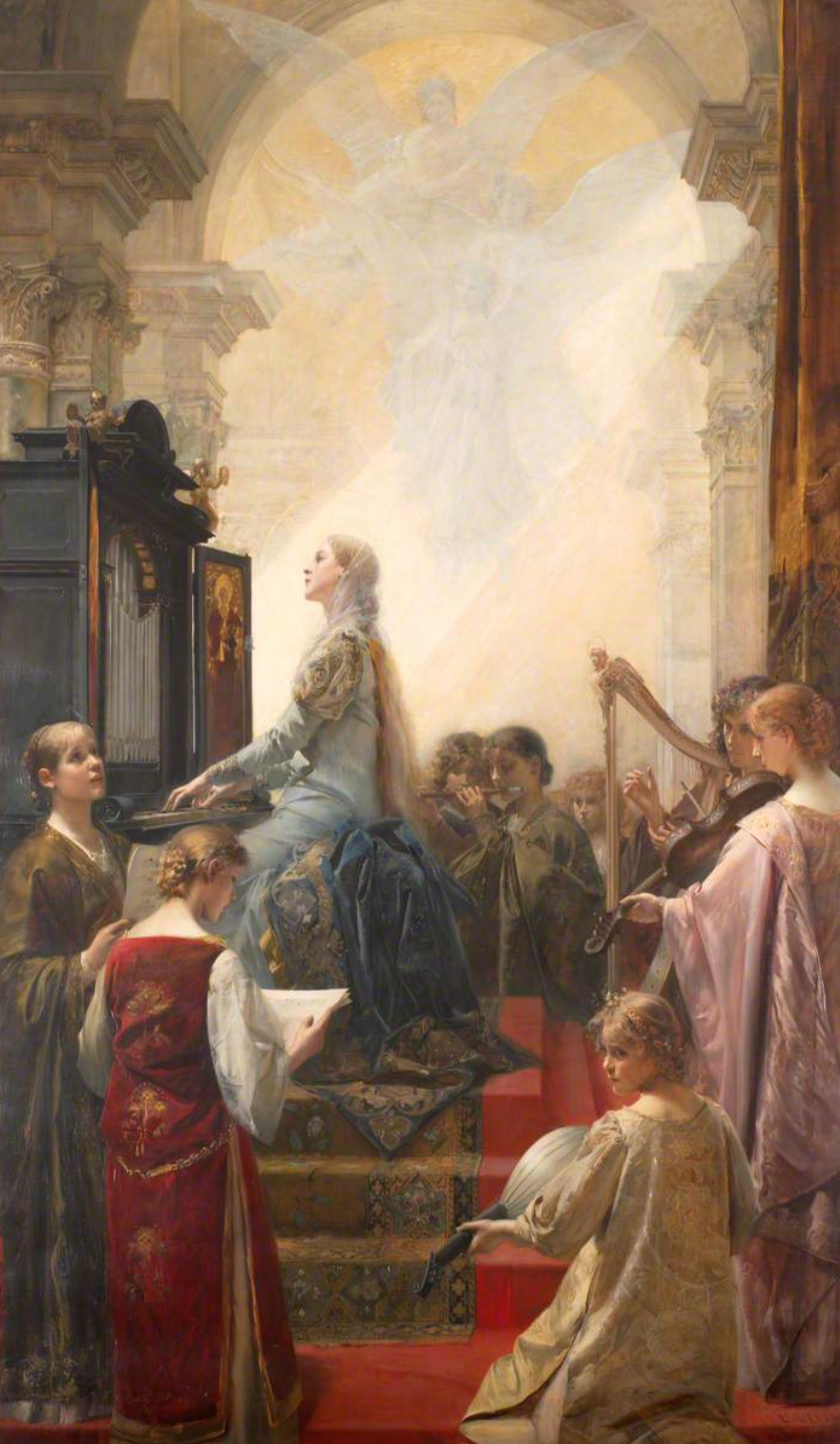
Святая Цецилия
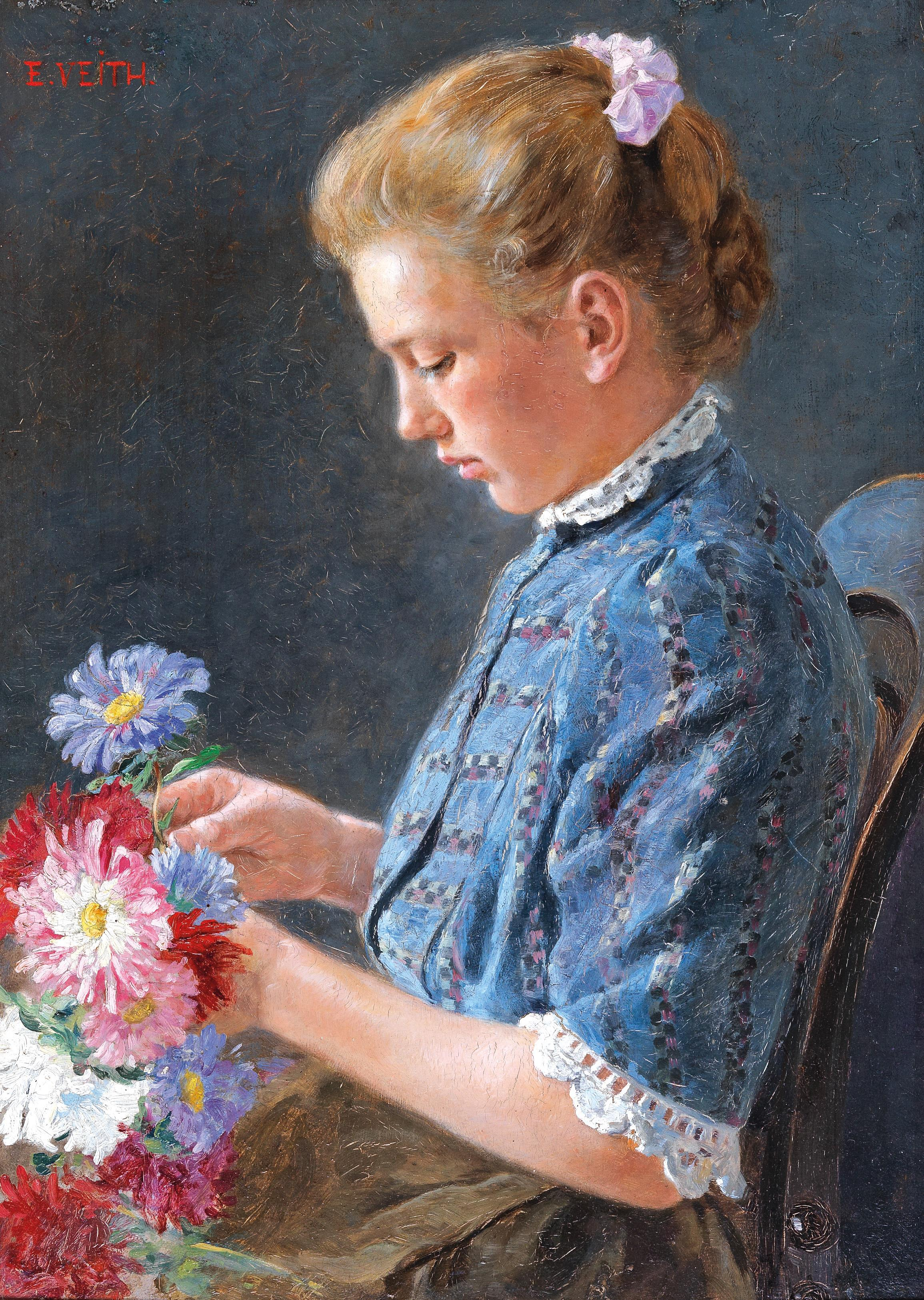
Девушка-цветочница с рынка Нашмаркт